# Lathrothele cavernicola
Lathrothele cavernicola is een spinnensoort uit de familie van de Ischnothelidae. De wetenschappelijke naam van de soort werd voor het eerst geldig gepubliceerd in 1965 door P. L. G. Benoit.
De soort komt voor in Congo.